# Dušikov(I) oksid
Dušikov(I) oksid (ili samo dušikov oksid bez (I), didušikov oksid, zastarjeli nazivi dušikov oksidul i dušikov suboksid, tzv. rajski plin ili plin smješkavac, N2O) je bezbojan plin slatkastog mirisa, djeluje opojno i razmjerno je inertan plin na sobnoj temperaturi.

## Svojstva i osobine i uporaba
Manje je otrovan od ostalih dušikovih oksida.
Djeluje na živčani sustav i ako se udiše u manjim količinama izaziva smijeh i od dušikovog oksida se osoba smije bez ikakvoga pravoga razloga. Do danas nije na zadovoljavajući način objašnjen ovaj neobičan fiziološki učinak.
- molna masa: 44.013 g/mol
- talište: −90.86 °C (182.29 K)
- vrelište: −88.48 °C (184.67 K)
- relativna gustoća: 1.977 g/L

## Uporaba
U prodaju za ugostiteljstvo dolazi u ampulama kao plin za šlag. Zbog djelovanja na živčani sustav se je jedno vrijeme koristio kao anestetik (blagi narkotik) u smjesi s kisikom. Dandanas u nerazvijenim zemljama se koristi kao anestetik pri manjim i lakšim operacijama. Pri većim količinama osoba zaspi, dok kod mlađih djeluje tako da padnu u komu.

## Dobivanje
1. U najvećim količinama izlazi kad se zagrijava čisti amonijev nitrat (termički raspad NH4NO3 pri 150-250 °C):
NH4NO3 (s) → N2O(g) + 2 H2O(g)
Dušikov oksid je anorganski oksid i nestabilan je pri povišenim temperaturama i raspada se na dušik i kisik, pa amonijev nitrat valja grijati polako i s velikim oprezom. Ako se amonijev nitrat zagrije prejako, dolazi do eksplozivne razgradnje na dušik, kisik i vodenu paru:
2 NH4NO3(s) → 2 N2(g) + O2(g) + 4 H2O(g)
2. Zagrijavanje kalijeva nitrata (u suvišku) s amonijevim sulfatom
3. Zagrijavanjem kalijeva sulfata s amonijevim nitratom